# Teksańska masakra piłą mechaniczną III
Teksańska masakra piłą mechaniczną III (ang. Leatherface: The Texas Chainsaw Massacre III) – amerykański horror z podgatunku slasher w reżyserii Jeffa Burra z 1990 roku, sequel oryginalnej Teksańskiej masakry piłą mechaniczną.
Horror nominowano jako najlepszy film do nagrody International Fantasy Film Award. Wbrew nominacji, nie spotkał się z szeroką aprobatą krytyki. Zespół Lääz Rockit skomponował do tego filmu piosenkę Leatherface.
Początkowo MPAA przyznało filmowi najcięższą klasyfikację, X, lecz następnie kategoria została zmieniona na lżejszą – R. Natężenie przemocy w filmie przyczyniło się do jego zakazania w Finlandii, Islandii oraz na okres trzynastu lat w Wielkiej Brytanii.

## Obsada
- Kate Hodge jako Michelle
- Ken Foree jako Benny
- Viggo Mortensen jako Eddie „Tex” Sawyer
- R.A. Mihailoff jako Junior „Leatherface” Sawyer
- William Butler jako Ryan
- Toni Hudson jako Sara
- Jennifer Banko jako córka Leatherface’a
- Miriam Byrd-Nethery jako Anne „Mama” Sawyer
- Joe Unger jako Tinker „Tink” Sawyer
- Tom Everett jako Alfredo Sawyer
- Caroline Williams jako kobieta na cmentarzu

## Opis fabuły
W scenie rozpoczynającej film, tuż po krótkim wprowadzeniu, z którego dowiadujemy się, że bohaterka pierwszej części serii – Sally Hardesty – nie żyje, widzimy tytułowego bohatera Leatherface'a, który morduje młodą kobietę przy użyciu młota kowalskiego. Następnie poznajemy bohaterów filmu, parę przyjaciół Michelle i Ryana, którzy wybierają się na Florydę. Po drodze są świadkami sprawozdania dziennikarzy z przydrożnego cmentarza, z którego wykopane zostały ludzkie zwłoki. Następnego dnia trafiają do obskurnej stacji benzynowej, by tam skorzystać z toalety i zatankować. Poznają kowboja o imieniu Tex. Michelle, przesiadując w toalecie, jest podglądana przez perwersyjnego właściciela stacji, Alfredo, który następnie grozi bohaterom użyciem strzelby. Michelle i Ryan uciekają ze stacji w popłochu.
Zapada zmrok i bohaterowie gubią się na odludnych teksańskich peryferiach. Przyjaciele zostają zaatakowani przez nadjeżdżający nieoczekiwanie wóz, który uderza w nich gwałtownie i rzuca w ich przednią szybę martwego kojota. Para zostaje zmuszona do zatrzymania samochodu, a Ryan w pośpiechu zmienia oponę. Wtem z ciemności wyłania się Leatherface, miejscowy psychopata, z uruchomioną piłą łańcuchową. Atakuje auto Michelle i Ryana, którym w ostatniej chwili udaje się odjechać. Okazuje się, że to nie koniec wypadków – Michelle i Ryan rozbijają się w niefortunnym wypadku o samochód czarnoskórego kierowcy, Benny'ego. Gdy Benny próbuje sprowadzić pomoc, pada ofiarą ataku szaleńczego Leatherface'a. Od śmierci ratuje go zjawiająca się nagle w lesie dziewczyna, Sara, za którą Leatherface rusza w pościg. Podczas gonitwy gubi psychopatę i następnie natrafia na Benny'ego. Benny dowiaduje się od niej, że jej rodzina zginęła z rąk krewnych Leatherface'a; wkrótce i jego wybawczyni zostaje zamordowana. Tymczasem błąkający się po lesie Michelle i Ryan zostają zaskoczeni przez wspomnianego psychopatę; chłopak zostaje zabity. Michelle trafia do położonego na skraju lasu domu, gdzie spotyka małą, łkającą dziewczynkę; jest to w rzeczywistości córka „Skórzanej Twarzy”. Chcąc jej pomóc, zostaje schwytana przez napotkanego wcześniej Teksa.
Tex okazuje się członkiem kanibalistycznego klanu Sawyerów – rodziny Leatherface'a, prześladującej ludzi dla rozrywki. Michelle zostaje zmuszona do wzięcia udziału w makabrycznej kolacji domowników, organizowanej przez poszczególnych członków rodziny. Zostaje zakneblowana, a wkrótce – ku jej rozpaczy – jeden z Sawyerów przynosi do domu zwłoki Ryana, który ma stać się daniem głównym posiłku. Z opresji ratuje ją Benny, który pojawia się nagle w rezydencji Sawyerów z bronią palną. Bohaterowie wybiegają z domu. Benny zostaje potrącony przez samochód prowadzony przez Teksa, a następnie wdaje się z nim w pojedynek, z którego wychodzi obronną ręką – zabija Teksa. Gdy Leatherface przymierza się do mordu na Michelle, Benny rzuca się na niego i wszczyna bitwę. Możliwe, że zostaje zabity, a Michelle – w odwecie – tłucze głowę psychopaty kamieniem.
W ostatniej scenie okazuje się, że Benny przeżył atak Leatherface'a. Bohaterowie, po zastrzeleniu ostatniego z członków rodziny Sawyer – Alfredo, wsiadają w samochód i odjeżdżają z miejsca akcji. Na końcu widać nogi Leatherface'a który właśnie przyszedł i odpalaną przez niego piłę mechaniczną. Obserwuje jak jego niedoszłe ofiary odjeżdżają.